# Tomás Borba
Tomás Vaz de Borba (Conceição, Angra do Heroísmo, 23 de Novembro de 1867 — Lisboa, 12 de Fevereiro de 1950), também grafado como Thomaz de Borba ou simplesmente Tomás Borba, foi um sacerdote católico, músico, compositor e professor açoriano. Destacou-se não apenas como erudito mas também como um inovador na pedagogia da Música em Portugal.

## Biografia
Filho de António Vaz de Borba, comerciante oriundo da freguesia da Ribeirinha, e de sua segunda esposa, Maria Lúcia da Conceição, da Terra Chã, a sua carreira iniciou-se ainda em Angra do Heroísmo e desenvolveu-se em Lisboa.
Fez os seus estudos estudos literários, filosóficos e teológicos no Seminário Episcopal de Angra, então funcionando no Convento de São Francisco. No plano artístico, já seminarista, foi aluno de Guilherme Augusto da Costa Martins, músico, organista, violinista e professor de piano na "Aula de Música", que funcionava no claustro da Sé Catedral. Aluno destacado, obteve a posição de moço-cantor (ant. a 1880), capelão (1884) e Capelão-cantor (1885) daquele templo. Datam deste período as suas primeiras composições.
Tendo recebido a tonsura e as ordens menores em 1889, foi ordenado presbítero em 31 de Agosto de 1890 pelo então bispo de Angra, D. Francisco Maria do Prado Lacerda, na capela do Paço Episcopal de Angra do Heroísmo (onde hoje funciona a sede da Secretaria Regional da Educação e Ciência).
No ano seguinte partiu para Lisboa para frequentar o Real Conservatório de Lisboa, onde se matriculou nas cadeiras de Piano e Composição uma vez que as suas capacidades musicais se tinham revelado excepcionais. Ao mesmo tempo, frequenta o Curso Superior de Letras onde foi aluno do também açoriano Teófilo Braga, que sempre lhe demonstrou grande estima, estimulando-o nos seus estudos. Terminou os cursos de Música e de Letras com altas classificações.
Em 1901 foi nomeado professor da classe de Harmonia do Conservatório de Música de Lisboa, lugar que exerceu com grande proficiência até 1937, altura em que foi aposentado por idade. Para além daquela cadeira, foi o primeiro professor de História da Música naquela instituição, a qual regeu durante alguns anos.
Foi ainda professor de Solfejo e Canto Coral na antiga Escola Normal Primária de Lisboa, onde realizou elevada obra pedagógica, considerada revolucionária para o seu tempo tendo introduzido a moderna pedagogia musical no país, sobretudo a nível do solfejo entoado e do canto coral nas escolas. Leccionou também, no Liceu D. Maria Pia ao mesmo tempo que era regente do Orfeão do Liceu da Lapa.
Com a implantação da República Portuguesa (1910) foi nomeado como vogal do Conselho Superior de Instrução Pública. Foi também professor e director artístico da Academia de Amadores de Música de Lisboa. Ao longo da sua carreira foi professor de vários vultos da música portuguesa como Fernando Lopes Graça (co-autor, com Tomás de Borba, do "Dicionário de Música"), os irmãos Luís e Pedro de Freitas Branco, Eduardo Libório, Rui Coelho e Ivo Cruz, além de Bento de Jesus Caraça.
Foi durante vários anos prior da Igreja dos Mártires em Lisboa e Comissário da Ordem Terceira de Nossa Senhora do Carmo onde desenvolveu uma obra notável a nível da música religiosa.
Faleceu na paróquia do Sacramento, em Lisboa, tendo o seu corpo sido trasladado para o Cemitério do Livramento, em Angra do Heroísmo.

## Obra
Deixou vasta obra como musicólogo e compositor, tanto na música religiosa como na música profana, estando editados a maior parte dos seus trabalhos. Foi co-autor de um Dicionário de Música, ainda hoje obra de referência.
Em sua vasta produção destacam-se:
- Missa (para canto e instrumental);
- Te-Deum (para canto e instrumental);
- O Fado do Limoeiro (para piano e canto);
- Lembras-te (melodia para canto e piano);
- Senhor! Eu sou teu filho! (preghiera para canto e piano);
- Barcarola (para canto e piano).

## Homenagens

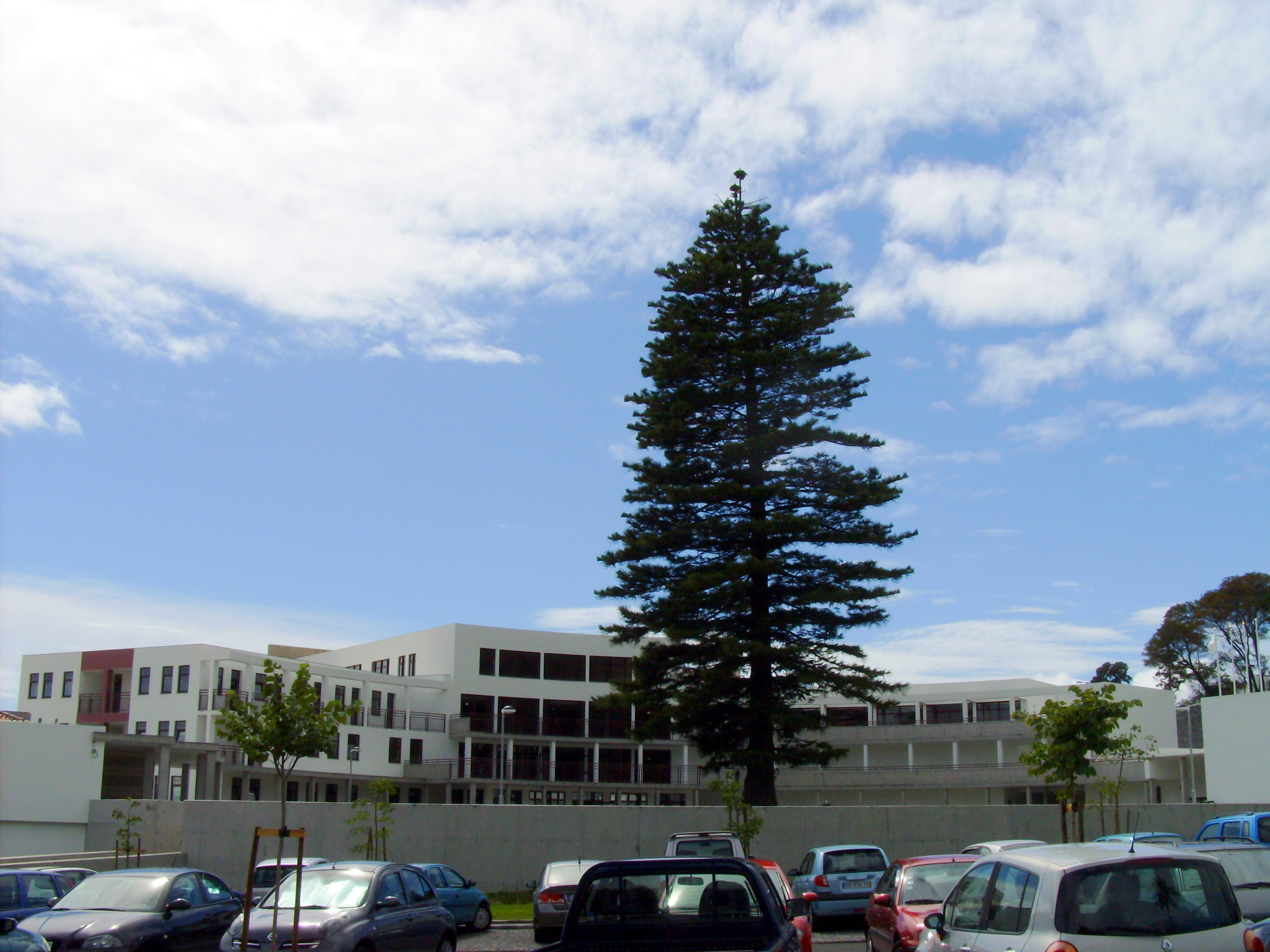
EBS Tomás de Borba, Angra do Heroísmo: entrada.

Tomás de Borba é homenageado na toponímia da cidade de Angra do Heroísmo, dando o nome a uma rua no lugar do Pico da Urze. Além disso, a nova escola básica e secundária da cidade, vocacionada para o ensino artístico, edificada em São Carlos, localidade da freguesia de São Pedro, é denominada, por decisão do Conselho do Governo Regional dos Açores, Escola Básica e Secundária Tomás de Borba.
Em Lisboa deu nome, em 1955, a uma rua do Bairro do Arco do Cego.
No Rio de Janeiro, a Casa dos Açores do Rio de Janeiro promove o Grupo Folclórico Padre Tomáz Borba. O grupo recebeu este nome em homenagem ao Padre Tomás Borba. O grupo foi fundado em 20/11/1954 e é composto atualmente por mais de 30 integrantes, sendo a maioria descendente de açorianos e de portugueses continentais, além de brasileiros natos.

## Cronologia
- 1867 (23 de Novembro) – Nascimento de Tomás de Borba
- 1868 (11 de Janeiro) – Baptismo na Paróquia de Nossa Senhora da Conceição
- 1880 – Início das aulas de Latim e Língua Portuguesa;  é moço-cantor da Sé Catedral de Angra
- 1881 – Declara vocação para a carreira eclesiástica;
- 1882 – Frequenta como aluno externo o curso de preparatórios do Seminário em Angra
- 1883 – Corista da Sé Catedral de Angra
- 1884 – Capelão da Sé Catedral de Angra
- 1885 – Capelão-cantor da Sé Catedral de Angra;
- 1886 – Início dos estudos de Teologia
- 1888 – Recenseamento e isenção do serviço militar;
- 1889 (15 de Junho) – Recebimento da "prima tonsura" e ordens menores;
- 1890 (10 de Agosto) – Ordenação como sub-diácono
- 1890 (24 de Agosto) – Ordenação como Diácono
- 1890 (31 de Agosto) – Ordenação como Presbítero
- 1890 (4 de Setembro – Celebra a primeira missa
- 1891 – Parte para Lisboa, para estudar no Conservatório Real
- 1894 – Conclui o curso de Piano
- 1895 – Conclui o curso de Composição e Contraponto
- 1895 – Apresenta, diante da Família Real, na Igreja dos Mártires, em Lisboa, uma missa para solistas, coro e orquestra.
- 1896 – Viagem a Roma
- 1898 – Composição de "Te-Deum" para as comemorações do IV Centenário da Descoberta do Caminho Marítimo para a Índia.
- 1899 – Falecimento do pai
- 1900 – Começa a leccionar no Conservatório Nacional.
- 1906 – Falecimento da mãe
- 1906 – Viagem a Roma
- 1907 - Encontro em Lisboa com o barítono italiano Titta Ruffo
- 1907 - Visita à família em Angra do Heroísmo, nos Açores
- 1911 – Nomeado professor de História da Música e Literatura Musical
- 1914 – Começa a leccionar Canto Coral no Liceu Nacional de Maria Pia
- 1914 (14 de Dezembro) - Nomeado professor auxiliar de Harmonia do Conservatório de Lisboa
- 1915 (30 de Janeiro) - Nomeado professor de História da Música e Literatura Musical da Escola de Música no Conservatório de Lisboa
- 1915 (17 de Junho) - Nomeado professor provisório de Música no Liceu Nacional de Maria Pia
- 1916 (21 de Junho) - Nomeado professor de Música do curso especial de Educação Feminina
- 1916 (2 de Outubro) - Nomeado professor interino de Música da Escola Normal Primária de Lisboa
- 1917 – Publicação de "Notas duma Viagem (1910)"
- 1918 (10 de Janeiro) - Nomeado professor interino de Música e Canto Coral da Escola Normal Primária de Lisboa
- 1918 (3 de Junho) - Nomeado professor de Música e Canto Coral da Escola Normal Primária de Lisboa
- 1919 – Nomeado professor do Curso Superior de Composição
- 1920 - Publica "Solfejos Autógrafos"
- 1925 – Viagem pela Espanha, França e Itália em missão do Ministério de Instrução Pública.
- 1938 – Viagem a Budapeste por ocasião do Congresso Eucarístico, passando por outras cidades como Lourdes e Roma